# Billiri
Billiri est une zone de gouvernement local de l'État de Gombe au Nigeria,. C'est un émirat, dont le souverain porte le titre de Mai Tangle. Mallam Sunusi Danladi Maiyamba est le souverain actuel.

## Source
- (en) Cet article est partiellement ou en totalité issu de l’article de Wikipédia en anglais intitulé « Billiri » (voir la liste des auteurs).